# Aleisanthia sylvatica
Aleisanthia sylvatica är en måreväxtart som beskrevs av Henry Nicholas Ridley. Aleisanthia sylvatica ingår i släktet Aleisanthia och familjen måreväxter. Inga underarter finns listade i Catalogue of Life.